# Karaski (Rõuge)
Karaski – wieś w Estonii, w prowincji Võru, w gminie Rõuge.